# Partido Tres de Febrero
Tres de Febrero ist ein Partido (Verwaltungseinheit) im argentinischen Ballungsraum von Buenos Aires, dem sogenannten Gran Buenos Aires. Das Partido hat 340.071 Einwohner (2010), die Hauptstadt ist Caseros. 
Tres de Febrero grenzt im Osten an die Stadt Buenos Aires und an La Matanza, im Südwesten an Morón und Hurlingham, im Westen an San Miguel, im Nordwesten an Tigre und im Norden an General San Martín.

## Ortschaften
Folgende Ortschaften gehören zum Partido:
- Caseros (Verwaltungssitz)
- Churruca
- Ciudad Jardín Lomas del Palomar
- Ciudadela
- El Libertador
- José Ingenieros
- Loma Hermosa
- Martín Coronado
- Once de Septiembre
- Pablo Podestá
- Remedios de Escalada
- Sáenz Peña
- Santos Lugares
- Villa Bosch
- Villa Raffo

## Städtepartnerschaft
- Reino, Italien